# 신개선문
신개선문(프랑스어: La Grande Arche de la Défense)은 프랑스 파리 라데팡스 상업지구에 위치한 거대한 아치형 건축물이다. 약 110m의 높이를 가진 거대한 정육면체의 구조이며, 루브르 박물관, 샹젤리제 거리, 에투알 개선문과 일직선 위에 자리하고 있다. 참고로 에투알 개선문과 신개선문 사이의 거리는 약 4km이다.

## 디자인, 건설
1982년에 프랑수아 미테랑 대통령의 주최로, 전국가적인 새로운 기념물의 디자인 공모전이 열렸다. 이 공모전에서 덴마크의 건축가 요한 오토 본 스프렉켈센의 안이 채택되었으며, 그와 함께 덴마크의 엔지니어였던 에릭 레이젤이 함께 고용되어 에투알 개선문을 20세기에 맞게 새롭게 해석한 건축물을 세울 계획이 세워지게 되었다. 이 새로운 건축물은 에투알 개선문과는 달리, 군사적인 승리보다는 자유와 인권, 전세계적인 인류애 등을 기념하기 위하여 설계되기 시작하였다. 착공은 1985년에 있었다. 다만 스프렉켈센은 1986년에 중도 사직하고 자신의 안을 포함한 모든 건축 권리들을 그의 동료이자 프랑스인 건축가였던 폴 안드레에게 넘겼다. 한편 레이젤은 1989년에 신개선문이 완공될 때까지 작업을 계속했다.
신개선문은 대략적으로 거대한 정육면체 모양을 띠고 있으며, 그 높이와 너비가 모두 110m이다. 본디 이 디자인은 4차원의 초입방체를 3차원의 세계에 구현한 듯 같은 느낌을 주기 위하여 채택된 것이며, 그 겉면은 강화 콘크리트 골격에 강화 유리와 백색 화강암으로 덮여있다.
신개선문은 1989년 7월 14일에 완공식을 치렀으며, 이 때 프랑스 혁명을 기념하는 대규모 군사 퍼레이드가 함께 열렸다. 신개선문은 루브르 박물관, 샹젤리제 거리, 에투알 개선문을 잇는 파리 시가지의 거대한 축, 즉 역사의 축의 서쪽 맨 끝에 자리하고 있다. 다만 신개선문은 축에 정확히 수직으로 걸쳐있는 것은 아니고, 약 6.33°가 비뚤어져 있는데, 이는 신개선문 아래에 위치한 파리 지하철의 경로를 방해하지 않기 위하여 어쩔 수 없이 이렇게 지은 것이다.
신개선문 꼭대기에는 전망대가 있어 라데팡스 지구를 관람할 수 있다. 다만 2010년에 사고가 발생하여 잠시 문을 닫았고, 점차 벗겨지기 시작한 대리석 판들을 철거하고 단단한 화강암 판들로 교체하였다. 이후 보수 공사가 끝난 2017년에 재개장하였으며, 이 곳에서는 다양한 식당들, 저널리즘 전시회 등이 열리며, 또한 꼭대기 전망대로 올라가 파리의 스카이라인을 360도로 자유롭게 둘러볼 수도 있다.